# Nicoleni, Harghita
Nicoleni (maghiară Székelyszentmiklós) este un sat în comuna Șimonești din județul Harghita, Transilvania, România.

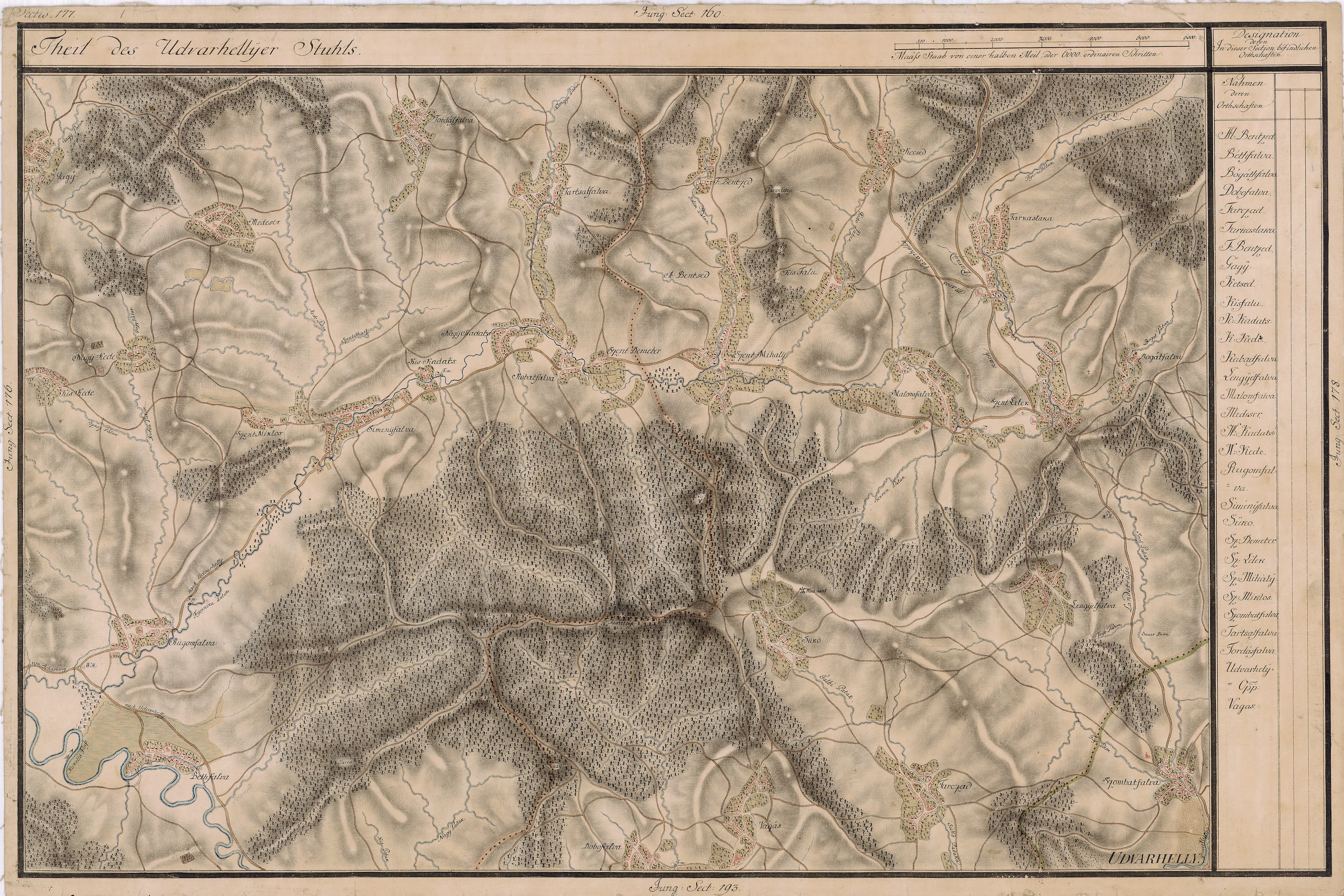
Nicoleni în Harta Iosefină a Transilvaniei, 1769-73

## Imagini

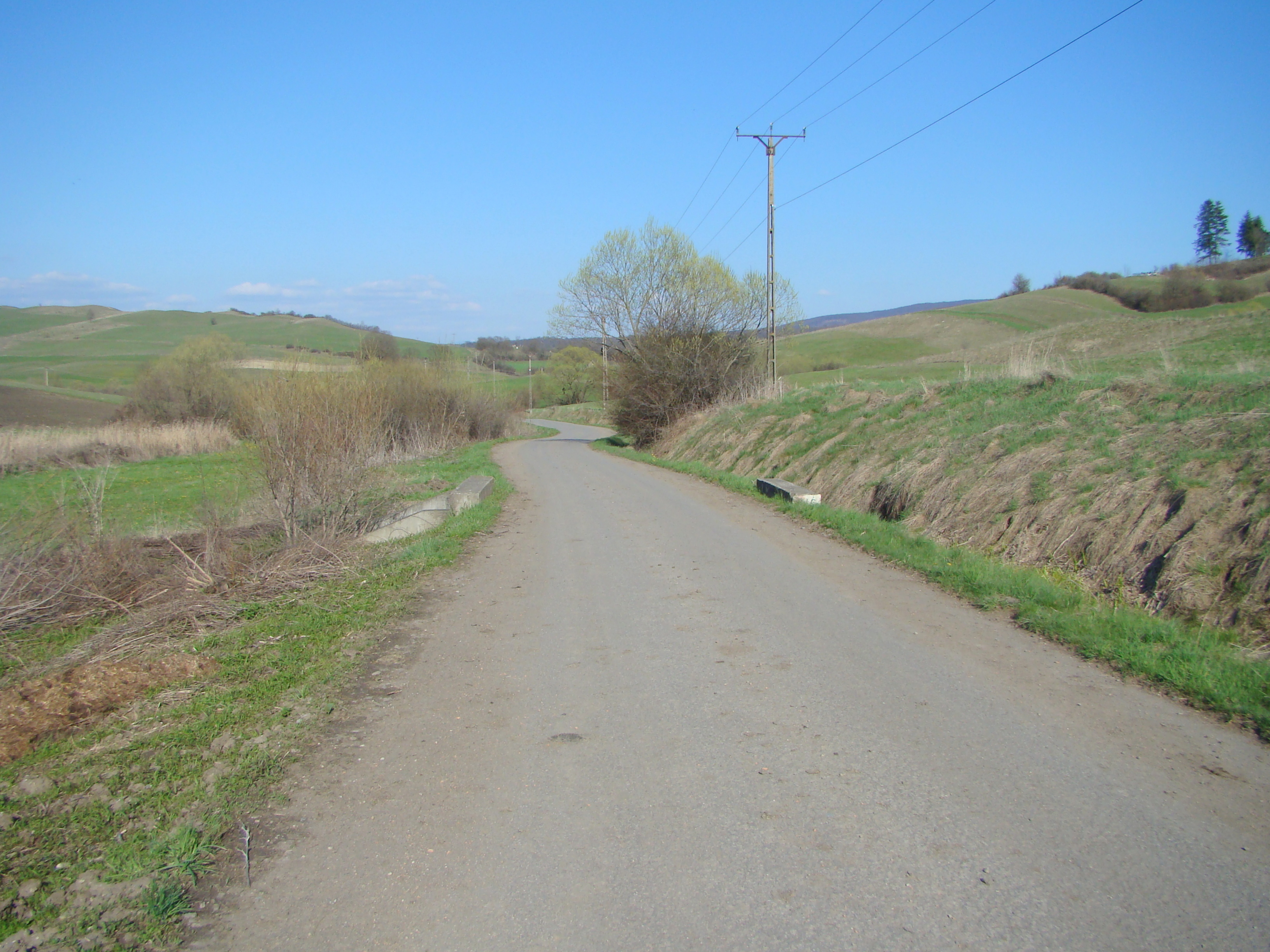
Drumul comunal spre Nicoleni
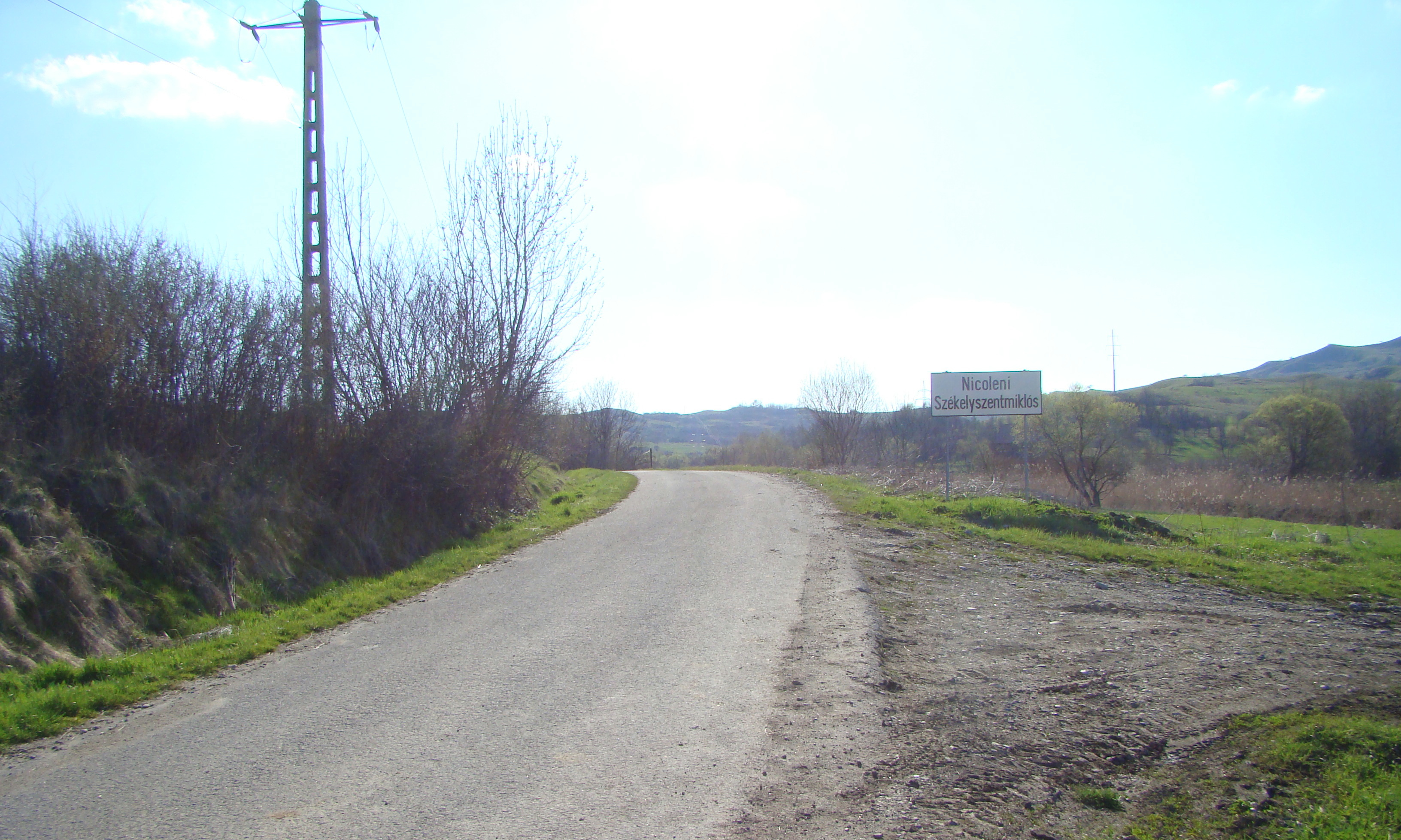
Intrarea în localitate
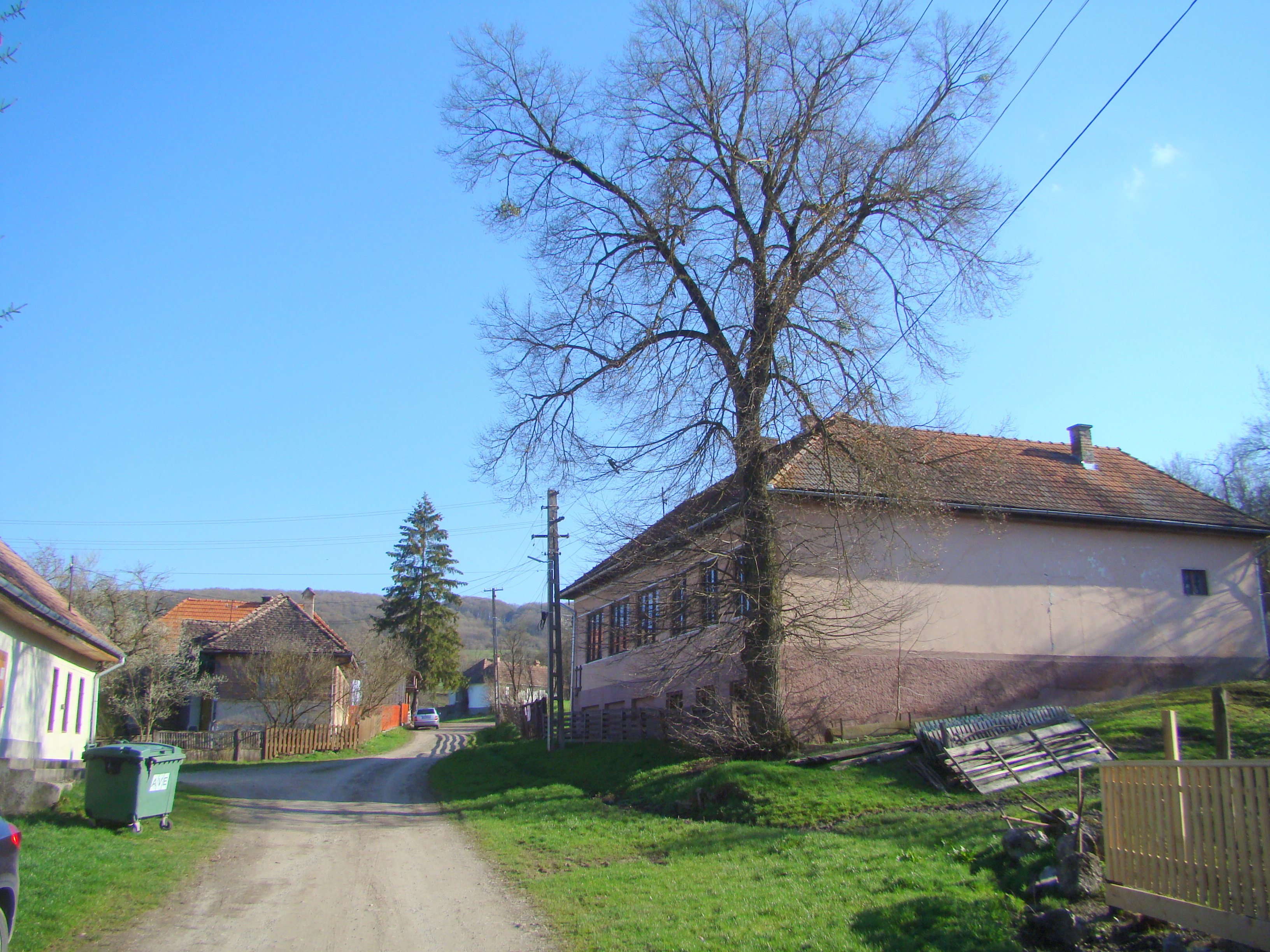
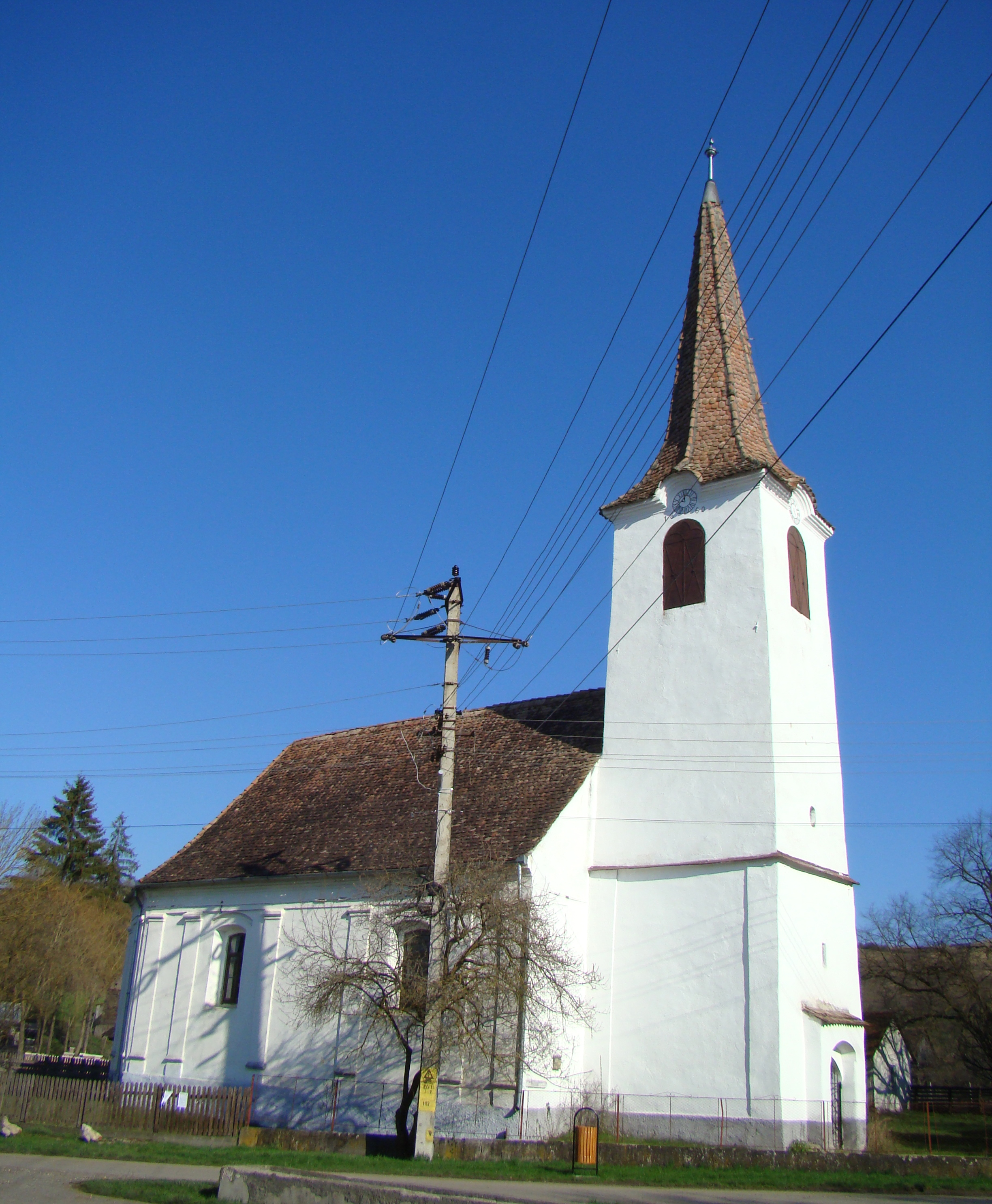
Biserica unitariană (1862)
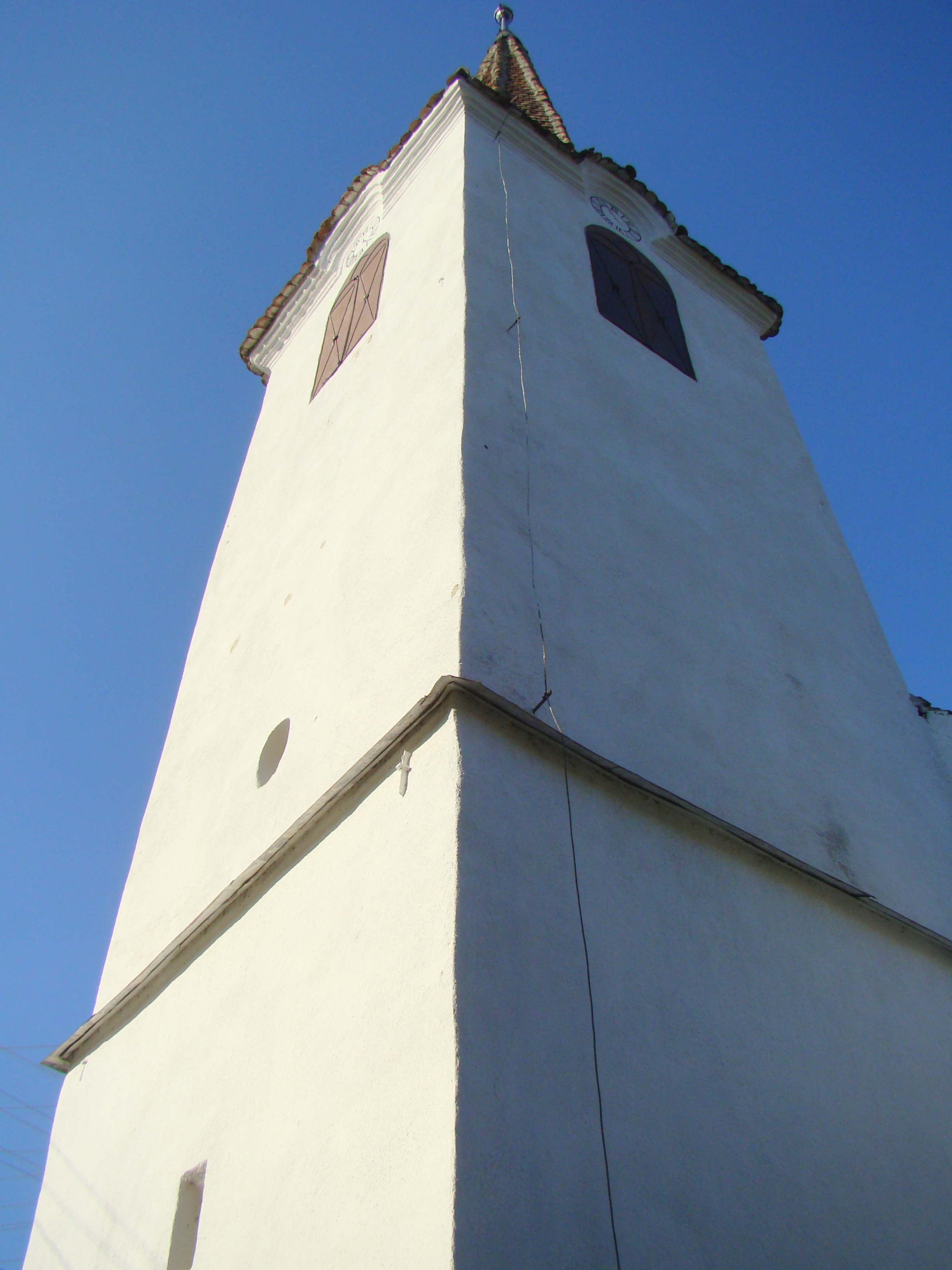
Turnul bisericii unitariene
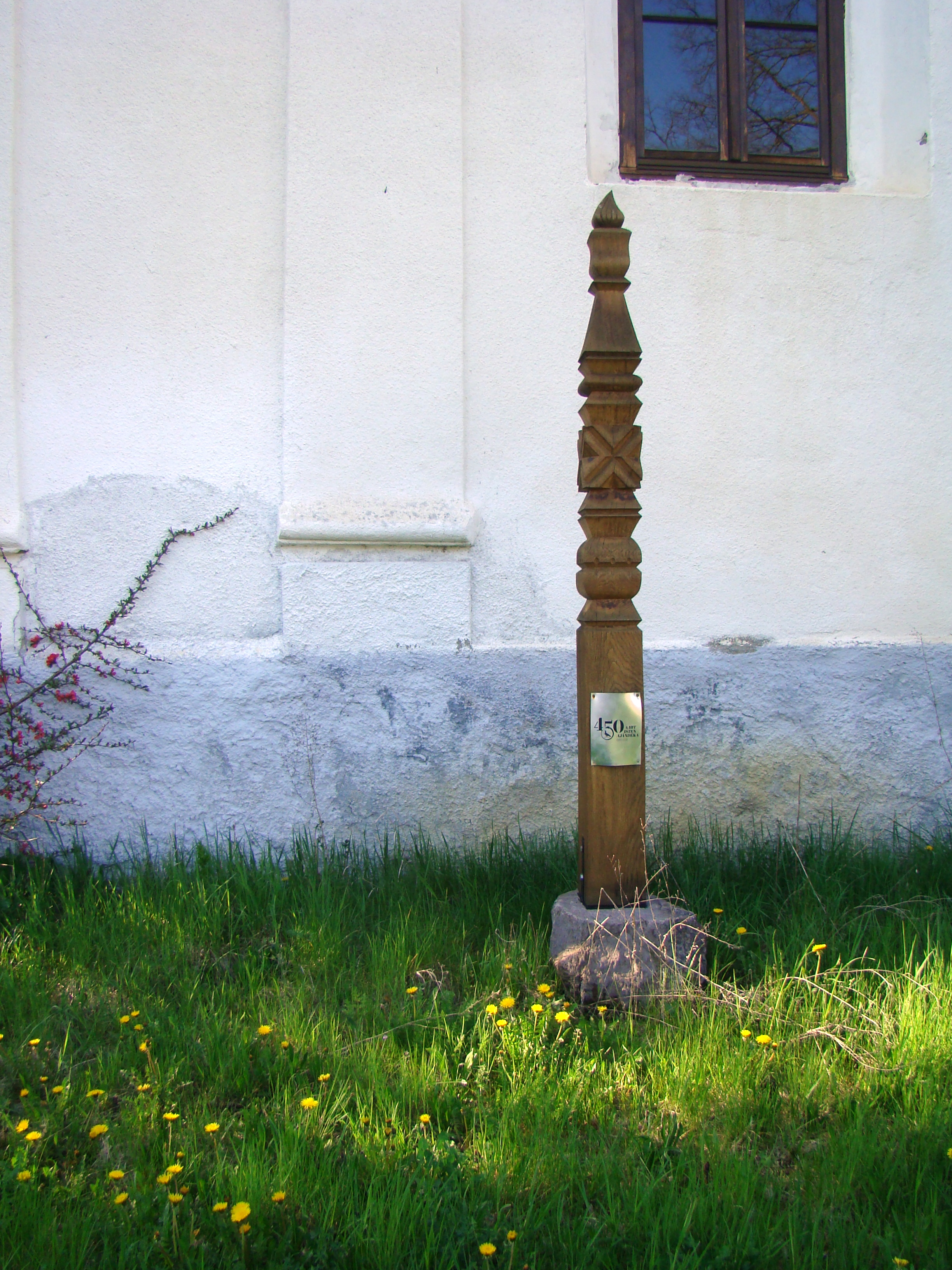
Kopjafa
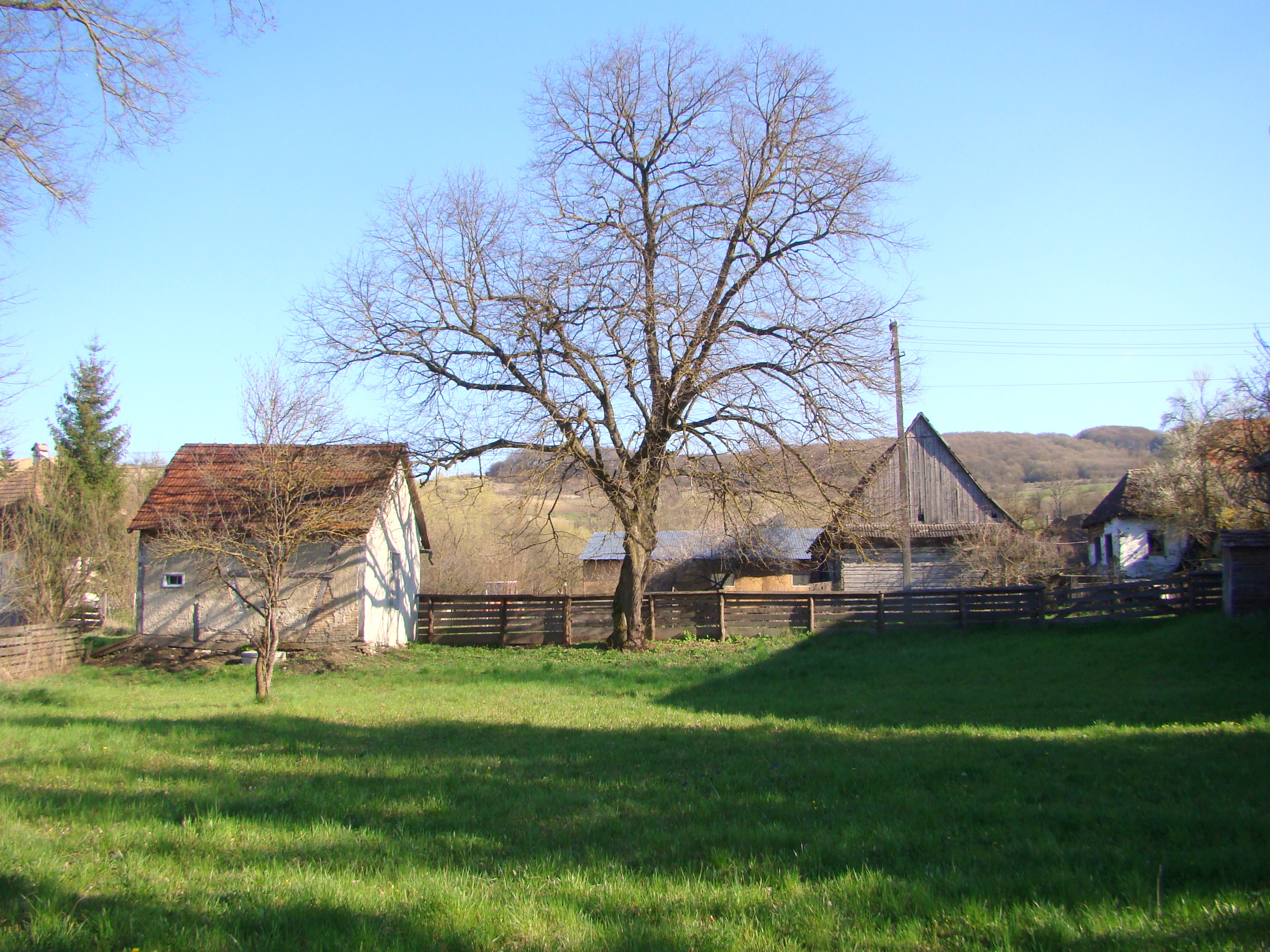
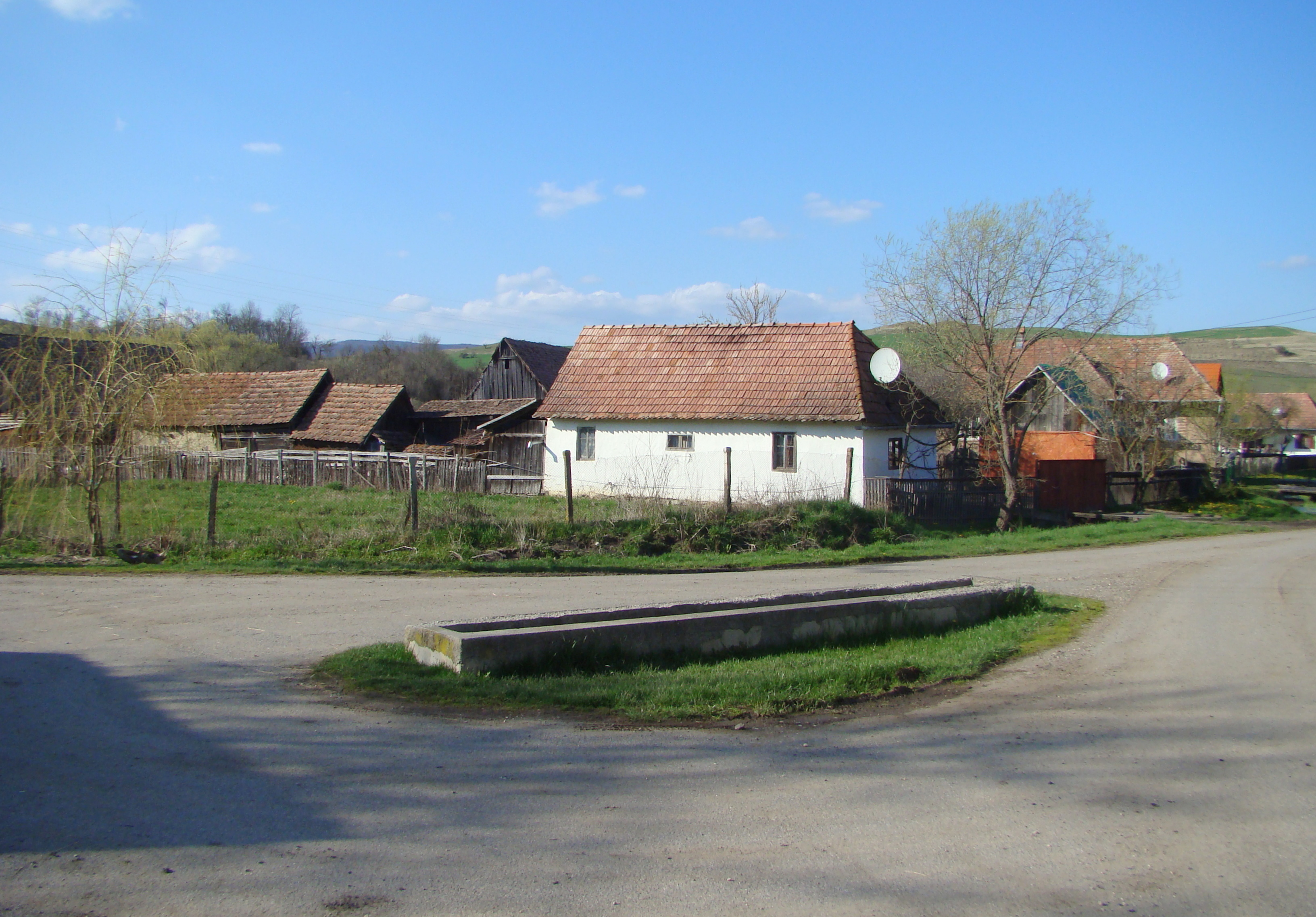
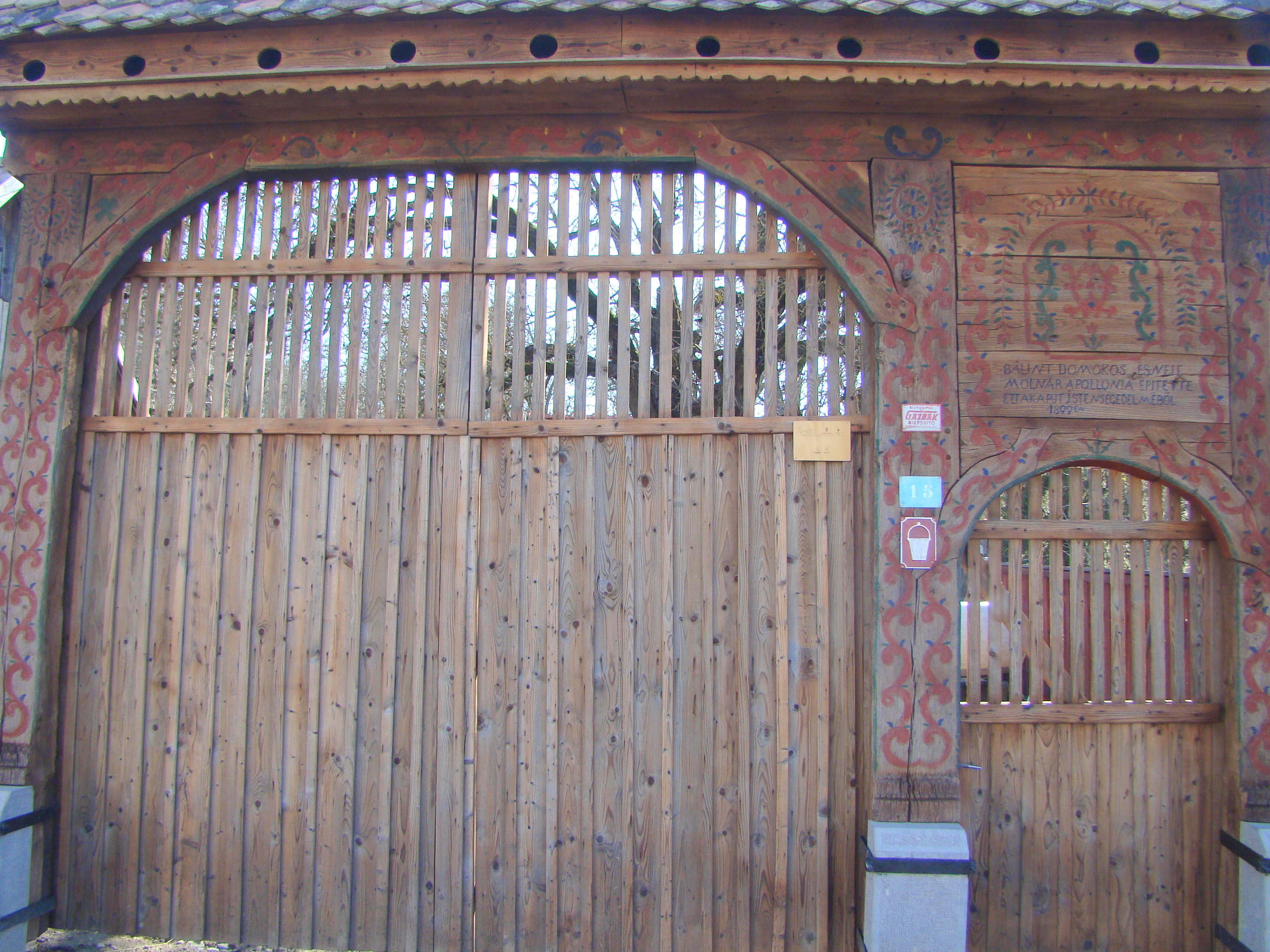
Poartă secuiască de lemn
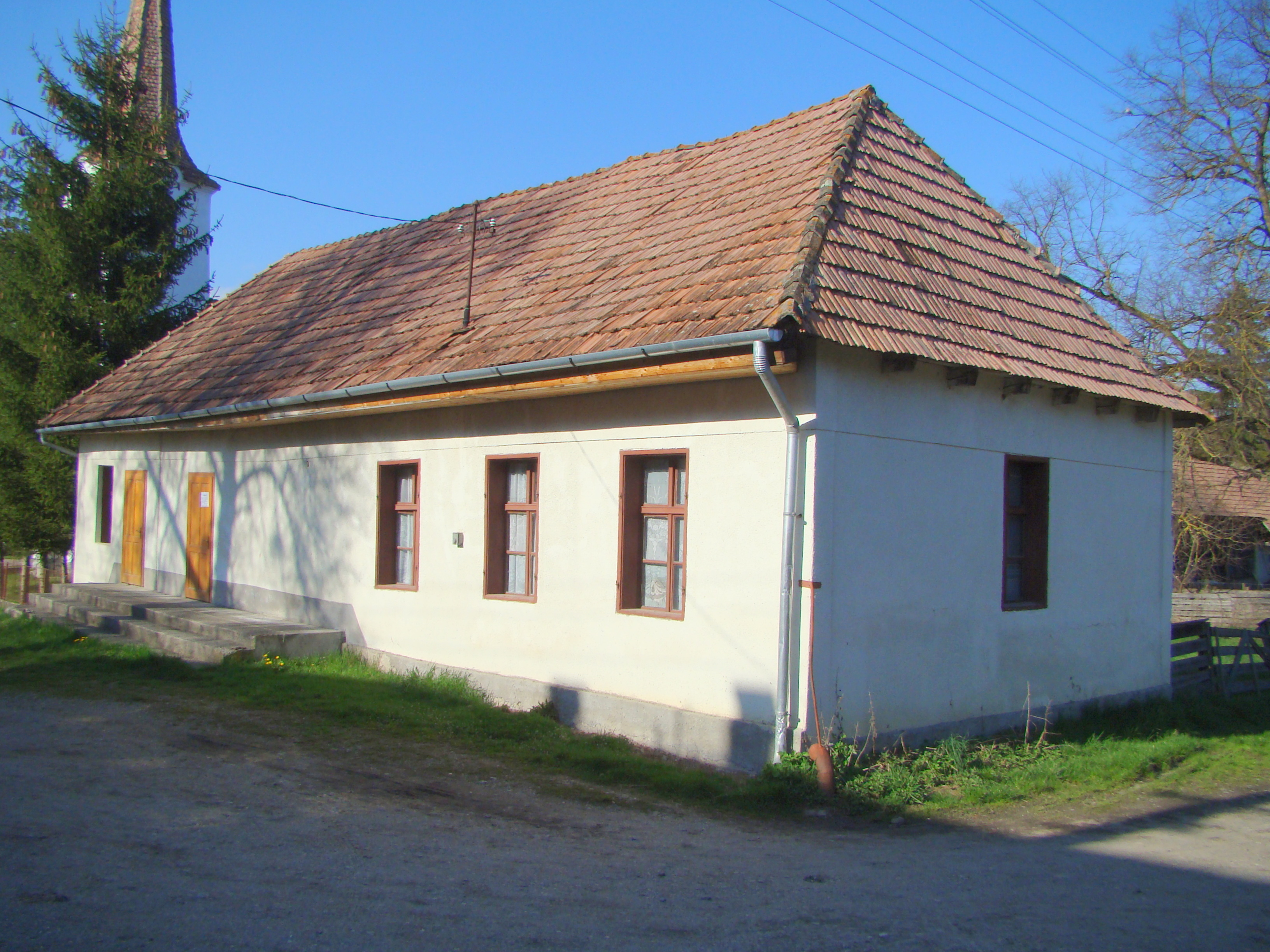
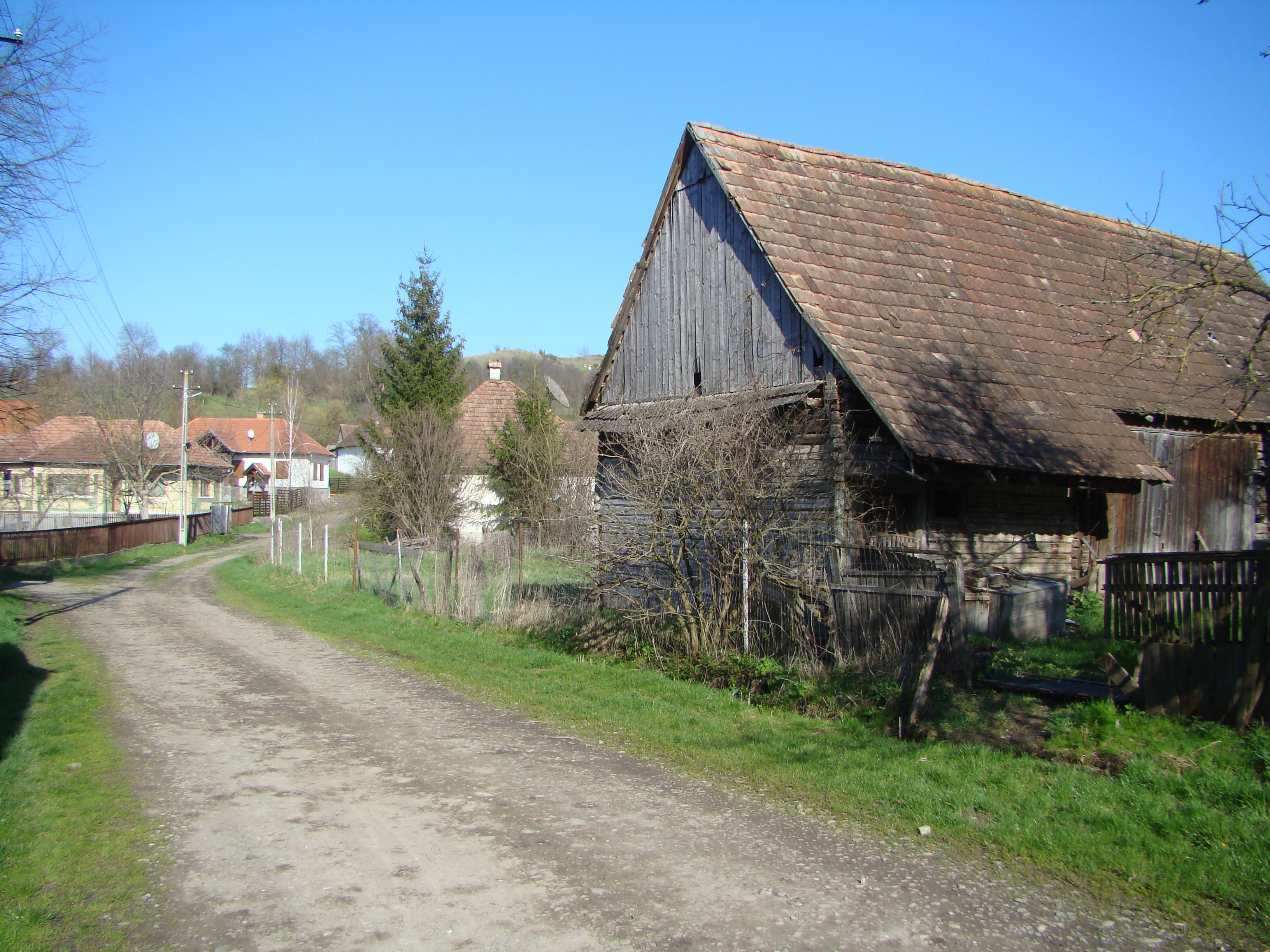
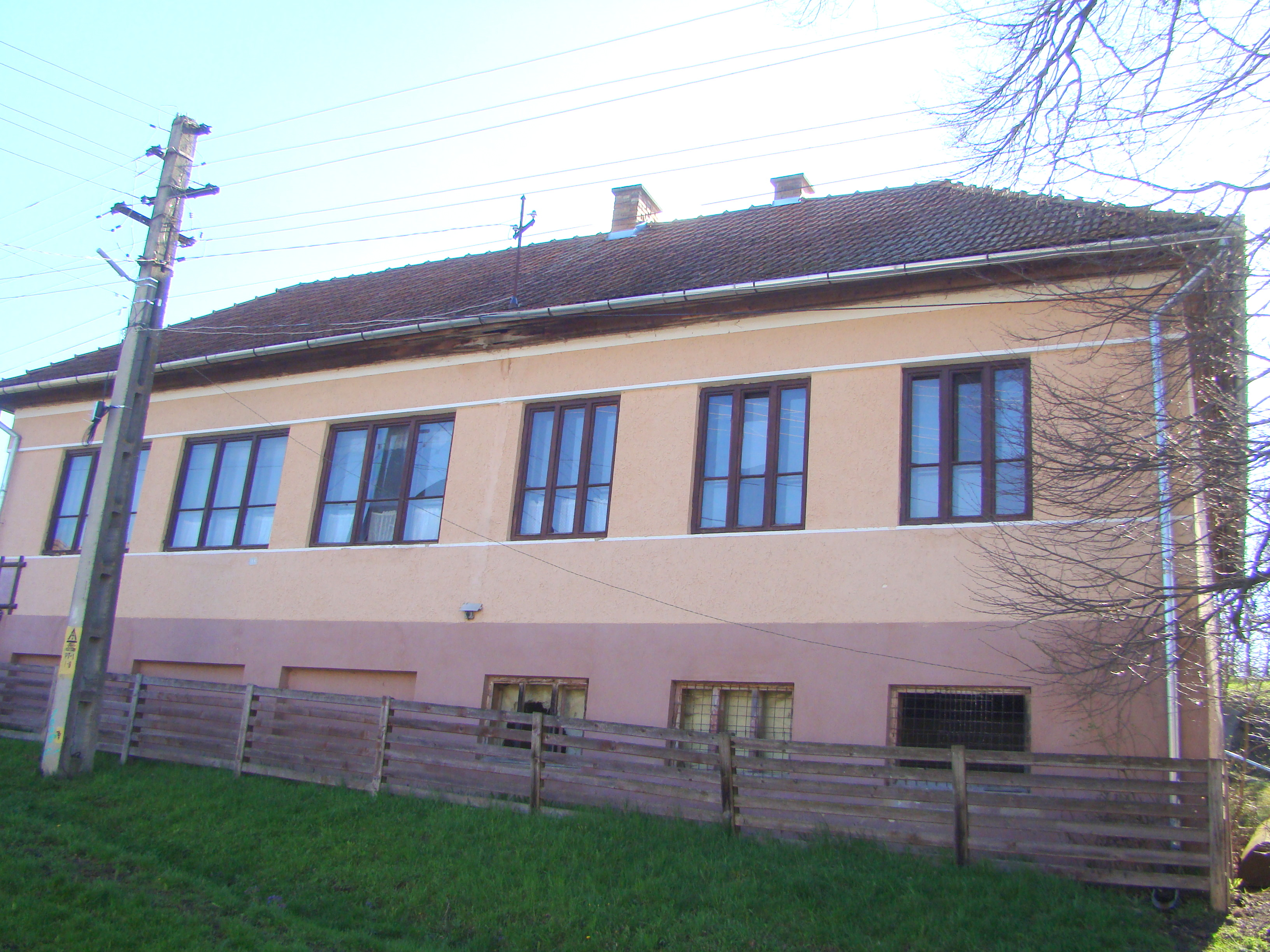
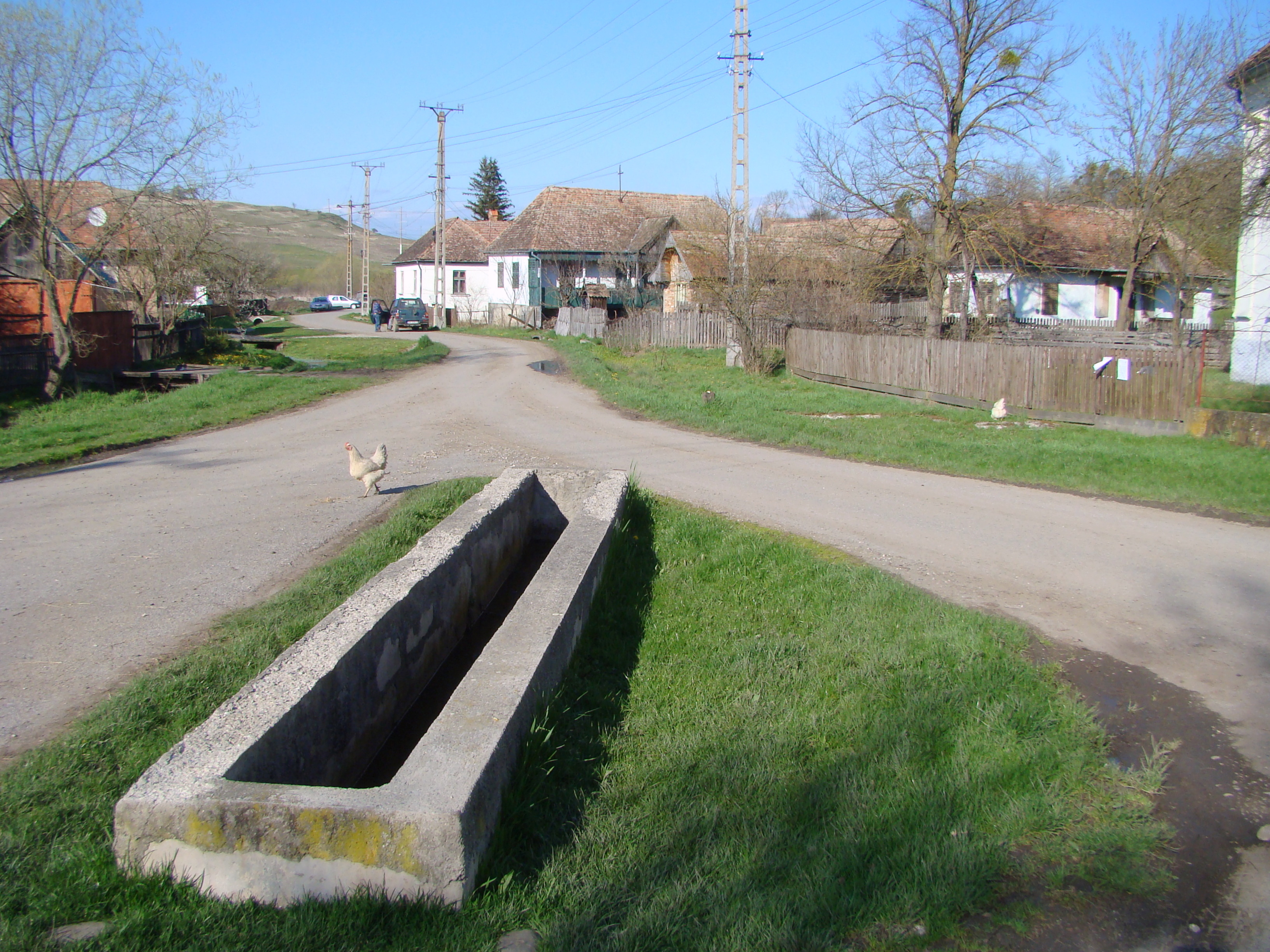
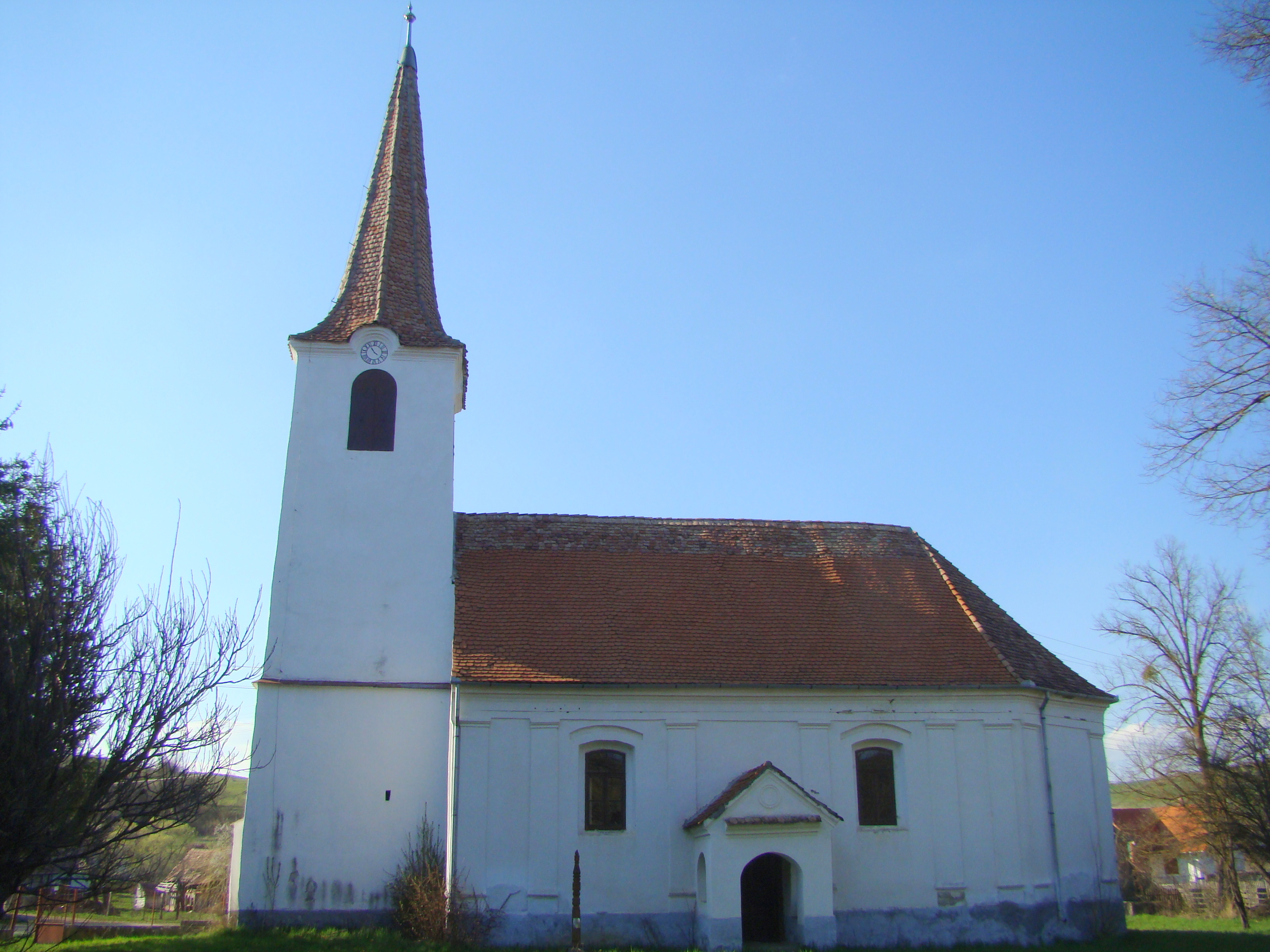
Biserica unitariană (1862)

 Acest articol despre o localitate din județul Harghita este deocamdată un ciot. Puteți ajuta Wikipedia prin completarea lui.